# Michał Zielonka

Herb Jastrzębiec

Michał Zielonka herbu Jastrzębiec (zm. przed 27 marca 1786 roku) – stolnik lwowski od 1761, podkomorzy lwowski od 1765, deputat na Trybunał Koronny w 1765, rotmistrz chorągwi i komendant II Brygady w Dywizji Ukraińskiej i Podolskiej od 1777, generał major kawalerii komenderujący w Dywizji Ukraińskiej i Podolskiej od 1783. W 1782 został konsyliarzem Rady Nieustającej, sędzia kapturowy ziemi lwowskiej w 1764 roku.
Syn Antoniego Zielonki, stolnika lwowskiego. Żonaty z Zofią z Jędrzejowskich, wdową po Baltazarze Pułaskim.
W 1764 roku wyznaczony przez konfederację do lustracji dóbr królewskich i innych dóbr ziemi lwowskiej województwa ruskiego. W 1764 roku był elektorem Stanisława Augusta Poniatowskiego z województwa ruskiego. Był posłem na sejm koronacyjny 1764 roku z ziemi lwowskiej. Był posłem na sejm 1780 roku z województwa kijowskiego. Poseł na sejm 1782 roku z województwa kijowskiego.
Był marszałkiem sejmików województwa ruskiego w 1766, 1769, 1770  roku.
Członek Departamentu Sprawiedliwości Rady Nieustającej w 1783 roku.
W 1778 roku został kawalerem Orderu Świętego Stanisława.